# Präsidentschaftswahl in Sri Lanka 2005
Die Präsidentschaftswahl in Sri Lanka 2005 fand am 17. November 2005 statt. Die Wahl wurde vom Kandidaten der im Jahr zuvor gegründeten United People’s Freedom Alliance (UPFA), Mahinda Rajapaksa gewonnen. Der Wahlsieg Rajapaksas wurde durch den Umstand begünstigt, dass große Teile der tamilischen Minderheit und zum geringeren Teil auch der muslimischen Minderheit im Norden und Osten des Landes aufgrund des Bürgerkriegs nicht an der Wahl hatten teilnehmen können.

## Vorgeschichte

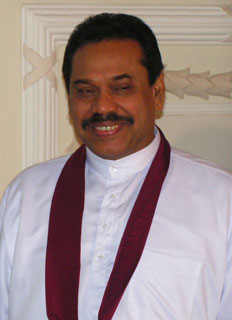
Mahinda Rajapaksa (2006), Kandidat der UPFA

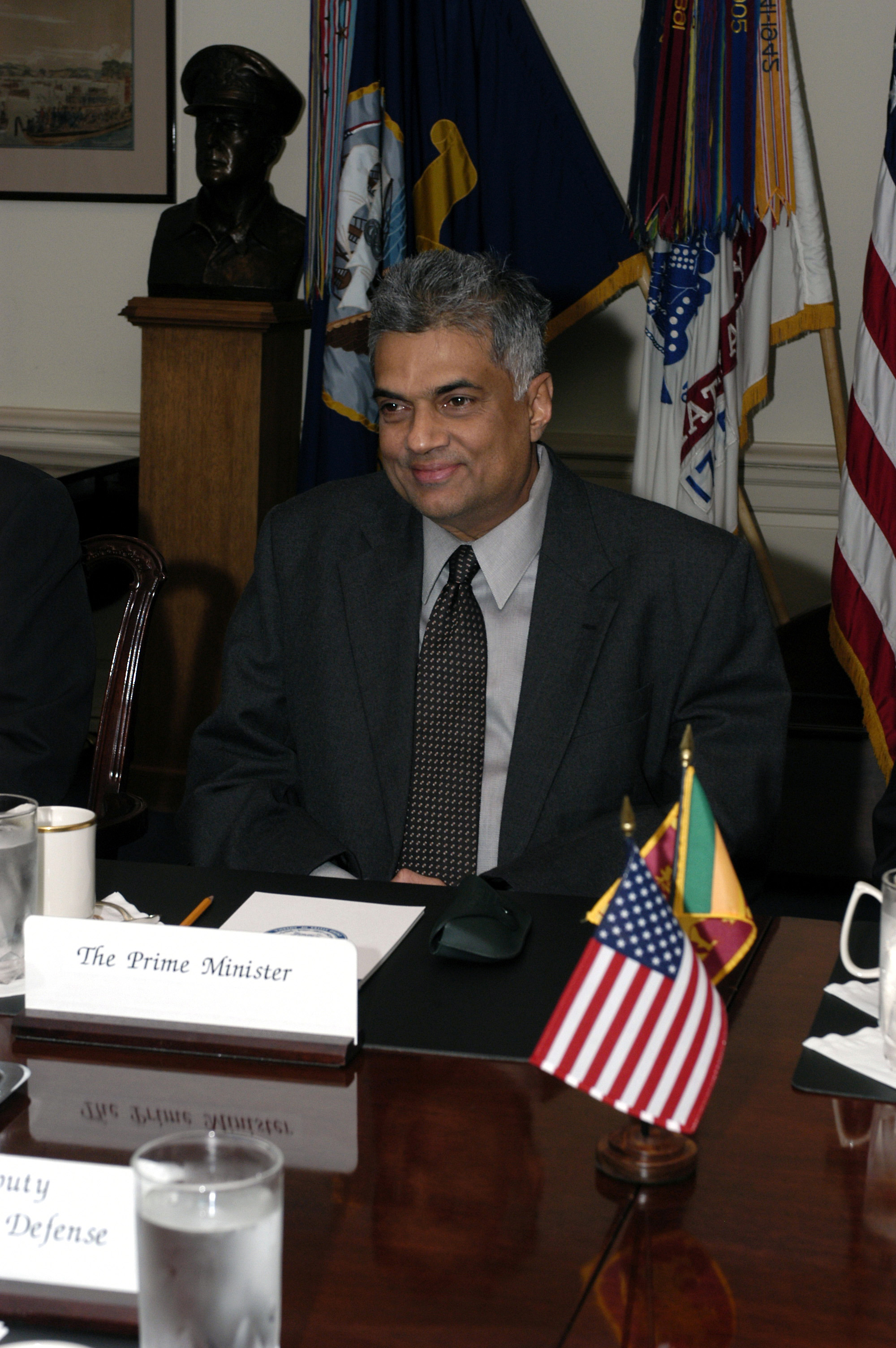
Ranil Wickremesinghe (2003, damals Premierminister), Kandidat der UNP

Die Wahl war eine turnusgemäße Wahl, da die sechsjährige Amtsdauer der im Jahr 2000 gewählten Staatspräsidentin Chandrika Kumaratunga zu Ende ging. Nach den Bestimmungen der Verfassung durfte sie nicht erneut für eine dritte Amtszeit kandidieren. Kumaratunga hatte versucht, ihre Amtszeit um ein Jahr verlängern zu lassen, gewissermaßen als Ausgleich dafür, dass die vorangegangene Amtsperiode aufgrund vorgezogener Neuwahl um ein Jahr verkürzt gewesen war. Sie hatte dafür das oberste Gericht Sri Lankas angerufen. Der Supreme Court hatte jedoch entschieden, dass die Wahl im Jahr 2005 stattfinden müsse.
Im Februar 2002 war es zu einem Waffenstillstand zwischen der Regierung unter Premierminister Ranil Wickremesinghe (UNP) und der separatistischen Rebellenorganisation der LTTE (Tamil Tigers) gekommen. Die Politik von Premierminister Wickremesinghe stieß jedoch nicht auf die Zustimmung von Präsidentin Kumaratunga und deren Partei, der Sri Lanka Freedom Party (SLFP), die dem Premierminister vorwarfen, zu weitgehende Zugeständnisse zu machen. Aufgrund dieser Differenzen kam es zur Abhaltung von vorgezogenen Parlamentswahlen am 2. April 2004, die von der unter Führung der SLFP neu gegründeten Parteienkoalition der UPFA gewonnen wurden. Anschließend wurde Mahinda Rajapaksa Premierminister einer UPFA-geführten Minderheitsregierung. Kurz nach der Parlamentswahl begann sich der Waffenstillstand allmählich aufzulösen und es kam wieder zu offenen Gewalttätigkeiten zwischen LTTE und Regierungstruppen.
Als zweites schwerwiegendes Ereignis kam der Tsunami vom 26. Dezember 2004 hinzu, der die Ostküste schwer traf, etwa 40.000 Menschenleben kostete und eine halbe Million Menschen obdachlos hinterließ. Die gesamte Tourismusbranche Sri Lankas erlitt einen schweren Einbruch.

## Wahlmodus
Die Wahl erfolgte nach dem Modus, wie er seit 1989 in Sri Lanka gültig ist. Von den 225 Parlamentsabgeordneten wurden 196 in insgesamt 22 Mehrpersonen-Wahlkreisen gewählt. In jedem Wahlkreis galt eine separate 5 %-Sperrklausel. Die Wähler hatten dabei die Möglichkeit, die Kandidaten auf den Parteilisten nach erster, zweiter und dritter Präferenz zu ordnen. Weitere 29 Parlamentssitze wurden nach Verhältniswahlrecht aufgrund des relativen landesweiten Stimmenanteils der Parteien bestimmt.

## Zugelassene Kandidaten
Durch die Wahlkommission Sri Lankas wurden insgesamt 13 Kandidaten zur Wahl zugelassen.
| Name des Kandidaten                  | Nominierung durch                              |
| ------------------------------------ | ---------------------------------------------- |
| Wimal Geeganage                      | Sri Lanka National Front                       |
| Chamil Jayaneththi                   | New Left Front                                 |
| Ajith Kumara                         | Jayaweera Arachchige Democratic Unity Alliance |
| Siritunga Jayasuriya                 | United Socialist Party                         |
| P. Nelson Perera                     | Sri Lanka Progressive Front                    |
| Wije Dias                            | Socialist Equality Party                       |
| Anura De Silva                       | United Lalith Front                            |
| Aruna de Soyza                       | Ruhunu Janatha Party                           |
| Mahinda Rajapaksa                    | United People’s Freedom Alliance               |
| Ranil Wickremesinghe                 | United National Party                          |
| Achala Ashoka Suraweera              | Jathika Sangawardhena Peramuna                 |
| Victor Hettigoda                     | Eksath Lanka Podujana Pakshaya                 |
| Hewaheenipallage Shantha Dharmadwaja | United National Alternative Front              |

## Wahlkampf
Der Wahlkampf war stark von den Persönlichkeiten der beiden Hauptkontrahenten Mahinda Rajapaksa (UPFA) und Ranil Wickremesinghe (UNP) geprägt. Die scheidende Präsidentin Kumaratunga hatte zu beiden ein gespanntes Verhältnis und spielte im Wahlkampf keine größere Rolle. Rajapaksa schaffte es, neben der UPFA die Unterstützung der marxistisch-nationalistischen Janatha Vimukthi Peramuna (JVP) sowie der buddhistisch-singhalesischen Jathika Hela Urumaya (JHU) für seine Kandidatur zu erlangen. Wickremesinghe wurde außer von der UNP vom Ceylon Workers’ Congress (CWC), der Up-Country People’s Front (UCPF) und dem Sri Lanka Muslim Congress (SLMC) unterstützt. Die Tamil National Alliance im Norden erklärte sich neutral.
Hauptthema des Wahlkampfes war der schwelende Bürgerkrieg. Rajapaksa nahm eine deutlich härtere Haltung dazu ein als zuvor, wohl um die ihn unterstützenden JVP und JHU bei der Stange zu halten. Er versprach, die Abkommen mit der LTTE neu auszuhandeln, was von seinen Wählern weithin so verstanden wurde, dass er verschärfte militärische Maßnahmen gegen die LTTE einleiten wolle. Wickremesinghe versuchte, sich als den besseren Verhandler darzustellen und versprach der muslimischen Minderheit eine bessere Beteiligung an künftigen Verhandlungen mit der LTTE. Ein zweites Thema war der Wiederaufbau nach den Verwüstungen des Tsunamis. Hier waren die Debatten von gegenseitigen Korruptionsvorwürfen u. ä. geprägt.

## Ergebnis
Der Ausgang der Wahl war extrem knapp. Rajapaksa gewann 50,29 % der Stimmen (4.887.152) und Wickremesinghe 48,43 % (4.706.366). Beide Kandidaten gewannen in jeweils 11 Wahlkreisen die Mehrheit. Alle anderen Kandidaten landeten weit abgeschlagen.
Die Wahlbeteiligung betrug 73,7 %.
Die Wahlbeteiligung war landesweit extrem unterschiedlich. Während sie in den mehrheitlich singhalesischen Bezirken durchgehend über 70 % betrug, fiel sie in der mehrheitlich tamilischen Nordprovinz sehr niedrig aus. Von den im Wahlkreis Vanni registrierten 250.386 Wahlberechtigten gaben 85.874 (34,3 %) ihre Stimme ab. Im Wahlkreis Jaffna wurden von 55.499 Wahlberechtigten nur ganze 65 Stimmen (0,2 %) abgegeben. Der Wahlkreis nahm de facto nicht an der Wahl teil. Im Wahlkreis Trincomalee betrug die Wahlbeteiligung 152.428 von 238.755 (63,8 %).
Auch in der Ostprovinz lag die Wahlbeteiligung unter dem Landesdurchschnitt. Im Wahlkreis Batticaloa stimmten 154.615 von 318.728 (48,5 %) ab und im Wahlkreis Digamadulla 288.208 von 396.453 (72,7 %).
Für die niedrige Wahlbeteiligung waren zwei Gründe verantwortlich: zum einen hatte die Regierung in den von der LTTE kontrollierten Gebieten aus Furcht vor Anschlägen keine Wahllokale einrichten lassen. Wähler mussten daher längere Strecken reisen, um zum nächsten Wahllokal zu gelangen. Entscheidender war der zweite Grund. Die LTTE hatte entschieden, die Wahlen zu boykottieren und die Bevölkerung befürchtete bei Nichtbeachtung Vergeltungsmaßnahmen seitens der LTTE. Nach Ansicht von Wahlbeobachtern hätte nicht Rajapaksa, sondern Wickremesinghe die Wahl gewonnen, wenn die Bewohner der Nord- und Ostprovinz in größerem Maße hätten abstimmen können.

### Ergebnisse landesweit
| Kandidat  | Kandidat                             | Unterstützende Koalition/Partei   | Kürzel    | Stimmen   | Prozent |
| --------- | ------------------------------------ | --------------------------------- | --------- | --------- | ------- |
|           | Mahinda Rajapaksa                    | United Peoples Freedom Alliance   | UPFA      | 4.887.152 | 50,29   |
|           | Ranil Wickremesinghe                 | United National Party             | UNP       | 4.706.366 | 48,43   |
|           | Siritunga Jayasuriya                 | United Socialist Party            | USP       | 35.425    | 0,36    |
|           | Achala Ashoka Suraweera              | Jathika Sangawardhena Peramuna    | JSP       | 31.238    | 0,32    |
|           | Victor Hettigoda                     | Eksath Lanka Podujana Pakshaya    | ELPP      | 14.458    | 0,15    |
|           | Chamil Jayaneththi                   | New Left Front                    | NLF       | 9.296     | 0,10    |
|           | Aruna de Zoya                        | Ruhunu Janatha Party              | RJP       | 7.685     | 0,08    |
|           | Wimal Geeganage                      | Sri Lanka National Front          | SLNF      | 6,639     | 0,07    |
|           | Anura de Silva                       | United Lalith Front               | ULF       | 6,357     | 0,07    |
|           | Ajith Kumara Jayaweera Arachchige    | Democratic Unity Alliance         | DUA       | 5.082     | 0.05    |
|           | Wije Dias                            | Socialist Equality Party          | SEP       | 3.500     | 0,04    |
|           | P. Nelson Perera                     | Sri Lanka Progressive Front       | SLPF      | 2.525     | 0,03    |
|           | Hewaheenipellage Shantha Dharmadwaja | United National Alternative Front | UNAF      | 1.316     | 0,01    |
| Insgesamt | Insgesamt                            | Insgesamt                         | Insgesamt | 9.717.039 | 100,0   |

### Ergebnisse nach Wahlkreisen
Die folgende Tabelle zeigt die Ergebnisse in den 22 Wahlkreisen. Aufgeführt sind jeweils die Parteien/Koalitionen, die die jeweiligen Kandidaten unterstützten.
| Wahlkreis    | Wahlbe- rechtigte | UPFA (%) | UNP (%) | SLNF (%) | NLF (%) | DUA (%) | USP (%) | SLPF (%) | SEP (%) | ULF (%) | RJP (%) | JSP (%) | ELPP (%) | UNAF (%) | Gültige (%) | Ungültige (%) | Beteili- gung (%) |
| ------------ | ----------------- | -------- | ------- | -------- | ------- | ------- | ------- | -------- | ------- | ------- | ------- | ------- | -------- | -------- | ----------- | ------------- | ----------------- |
| Colombo      | 1.468.537         | 47,96    | 51,12   | 0,04     | 0,07    | 0,04    | 0,24    | 0,01     | 0,04    | 0,05    | 0,05    | 0,18    | 0,20     | 0,01     | 98,86       | 1,14          | 76,75             |
| Gampaha      | 1.364.180         | 54,78    | 44,23   | 0,05     | 0,08    | 0,04    | 0,26    | 0,01     | 0,03    | 0,06    | 0,06    | 0,22    | 0,18     | 0,01     | 98,94       | 1,06          | 80,71             |
| Kalutara     | 764.305           | 55,48    | 43,20   | 0,07     | 0,10    | 0,06    | 0,43    | 0,03     | 0,03    | 0,07    | 0,08    | 0,31    | 0,14     | 0,01     | 98,95       | 1,05          | 81,43             |
| Mahanuwara   | 907.038           | 44,30    | 54,33   | 0,08     | 0,10    | 0,05    | 0,39    | 0,03     | 0,04    | 0,07    | 0,07    | 0,36    | 0,15     | 0,02     | 98,64       | 1,36          | 79,65             |
| Matale       | 321.876           | 48,09    | 50,25   | 0,09     | 0,14    | 0,06    | 0,48    | 0,03     | 0,04    | 0,08    | 0,09    | 0,49    | 0,14     | 0,02     | 98,51       | 1,49          | 79,04             |
| Nuwara Eliya | 447.225           | 27,97    | 70,37   | 0,06     | 0,08    | 0,05    | 0,74    | 0,04     | 0,04    | 0,06    | 0,06    | 0,41    | 0,11     | 0,02     | 98,50       | 1,50          | 80,78             |
| Galle        | 732.289           | 58,41    | 40,26   | 0,08     | 0,09    | 0,05    | 0,38    | 0,02     | 0,04    | 0,07    | 0,09    | 0,37    | 0,15     | 0,01     | 99,08       | 0,92          | 81,94             |
| Matara       | 562.987           | 61,85    | 36,71   | 0,10     | 0,12    | 0,07    | 0,37    | 0,03     | 0,03    | 0,06    | 0,10    | 0,42    | 0,12     | 0,02     | 99,11       | 0,89          | 80,96             |
| Hambantota   | 396.595           | 63,43    | 35,23   | 0,09     | 0,12    | 0,06    | 0,33    | 0,03     | 0,03    | 0,05    | 0,11    | 0,38    | 0,13     | 0,01     | 99,09       | 0,91          | 81,41             |
| Jaffna       | 701.938           | 25,0     | 70,20   | 0,19     | 0,31    | 0,39    | 0,92    | 0,20     | 0,37    | 0,27    | 0,15    | 0,43    | 1,53     | 0,05     | 92,30       | 7,70          | 1,21              |
| Vanni        | 250.386           | 20,36    | 77,89   | 0,08     | 0,16    | 0,13    | 0,62    | 0,03     | 0,08    | 0,07    | 0,08    | 0,34    | 0,14     | 0,03     | 98,37       | 1,63          | 34,30             |
| Batticaloa   | 318.728           | 18,87    | 79,51   | 0,03     | 0,10    | 0,10    | 0,58    | 0,04     | 0,07    | 0,09    | 0,08    | 0,38    | 0,15     | 0,01     | 98,85       | 1,15          | 48,51             |
| Digamadulla  | 396.453           | 42,88    | 55,81   | 0,05     | 0,07    | 0,08    | 0,38    | 0,03     | 0,03    | 0,07    | 0,10    | 0,38    | 0,12     | 0,01     | 98,98       | 1,02          | 72,70             |
| Trincomalee  | 238.755           | 37,04    | 61,33   | 0,05     | 0,10    | 0,11    | 0,53    | 0,04     | 0,04    | 0,09    | 0,10    | 0,37    | 0,18     | 0,02     | 98,63       | 1,37          | 63,84             |
| Kurunegala   | 1.124.076         | 52,26    | 46,72   | 0,06     | 0,08    | 0,04    | 0,26    | 0,02     | 0,03    | 0,06    | 0,07    | 0,26    | 0,13     | 0,01     | 99,07       | 0,93          | 80,51             |
| Puttalam     | 470.604           | 48,14    | 50,71   | 0,06     | 0,09    | 0,05    | 0,32    | 0,02     | 0,05    | 0,06    | 0,09    | 0,24    | 0,15     | 0,01     | 98,95       | 1,05          | 71,68             |
| Anuradhapura | 536.808           | 55,08    | 43,62   | 0,09     | 0,14    | 0,05    | 0,33    | 0,03     | 0,03    | 0,06    | 0,10    | 0,35    | 0,11     | 0,02     | 98,92       | 1,08          | 78,98             |
| Polonnaruwa  | 263.609           | 52,61    | 46,25   | 0,06     | 0,11    | 0,04    | 0,28    | 0,02     | 0,01    | 0,07    | 0,11    | 0,33    | 0,11     | 0,01     | 99,06       | 0,94          | 80,43             |
| Badulla      | 533.163           | 45,18    | 53,11   | 0,08     | 0,11    | 0,06    | 0,55    | 0,05     | 0,05    | 0,09    | 0,09    | 0,47    | 0,14     | 0,03     | 98,43       | 1,57          | 81,29             |
| Moneragala   | 276.109           | 56,94    | 41,65   | 0,09     | 0,13    | 0,06    | 0,30    | 0,03     | 0,05    | 0,06    | 0,13    | 0,43    | 0,11     | 0,02     | 98,82       | 1,18          | 81,16             |
| Ratnapura    | 668.217           | 53,01    | 45,55   | 0,09     | 0,12    | 0,06    | 0,40    | 0,04     | 0,02    | 0,07    | 0,10    | 0,38    | 0,14     | 0,01     | 99,02       | 0,98          | 83,89             |
| Kegalle      | 583.282           | 51,02    | 47,67   | 0,09     | 0,09    | 0,05    | 0,38    | 0,02     | 0,03    | 0,08    | 0,08    | 0,31    | 0,15     | 0,02     | 98,99       | 1,01          | 81,19             |

### Wahlkarten

Mehrheiten nach Wahlkreisen und Stimmbezirken
Absolute oder relative Mehrheiten in den 22 Wahlkreisen: Mahinda Rajapaksa Ranil Wickremesinghe Mehrheit für Ranil Wickremesinghe, bei extrem niedriger Wahlbeteiligung (unter 0,2 %)
Mehrheiten in den 160 Stimmbezirken: Mahinda Rajapaksa Ranil Wickremesinghe Mehrheit für Ranil Wickremesinghe, bei extrem niedriger Wahlbeteiligung (unter 0,2 %) Mehrheit für Mahinda Rajapaksa, bei extrem niedriger Wahlbeteiligung (unter 2 %)

## Beurteilung
Eine nach Sri Lanka entsandte EU-Beobachtermission unter der Leitung des früheren EU-Parlamentariers John Cushnahan kam in ihrem Abschlussbericht zu dem Urteil, dass es im Vergleich zur Parlamentswahl im Vorjahr Verbesserungen gegeben habe. Diese Verbesserungen beschränkten sich jedoch auf den Süden des Landes, während der Wahlprozess im Norden und Osten aufgrund der Gewalt und Rechtsunsicherheit und dem erzwungenen Wahlboykott durch die LTTE mangelhaft gewesen sei. Die Wählerregistrierung habe ebenfalls Mängel aufgewiesen. Die Mission bemängelte, dass öffentliche Gelder für den Wahlkampf der Regierung zweckentfremdet worden seien und dass die staatlichen Medien ihrer Aufgabe einer unparteiischen Berichterstattung nicht gerecht geworden seien. Insgesamt habe aber für die Wähler die Möglichkeit bestanden, sich aus vielfältigen Informationsquellen zu informieren. Gemessen an die schwierigen Rahmenbedingungen sei der Wahlprozess in einer bemerkenswert professionellen und unparteiischen Weise abgelaufen.
Am 19. November 2005 wurde Mahinda Rajapaksa als neuer Präsident von Sri Lanka vereidigt.